# Changwon
Changwon (Hán Việt:Xương Nguyên) là một thành phố Hàn Quốc, thuộc tỉnh Trung Thanh Nam. Changwon là thành phố đông dân thứ 8 ở Hàn Quốc, năm 2010 dân số là 1.089.039 người.
Thành phố có diện tích 743 km², nằm về phía đông nam của Hàn Quốc. Thành phố thuộc Vùng Đông Nam Hàn Quốc, bao gồm các thành phố Busan với dân số hơn 6.478.000 người. Changwon là một thành phố công nghiệp nặng. Với chỉ 7% diện tích nhưng 33,6% dân số, thành phố chiếm 38,5% tổng thu ngân sách của tỉnh.

## Khí hậu
| Dữ liệu khí hậu của Changwon             | Dữ liệu khí hậu của Changwon | Dữ liệu khí hậu của Changwon | Dữ liệu khí hậu của Changwon | Dữ liệu khí hậu của Changwon | Dữ liệu khí hậu của Changwon | Dữ liệu khí hậu của Changwon | Dữ liệu khí hậu của Changwon | Dữ liệu khí hậu của Changwon | Dữ liệu khí hậu của Changwon | Dữ liệu khí hậu của Changwon | Dữ liệu khí hậu của Changwon | Dữ liệu khí hậu của Changwon | Dữ liệu khí hậu của Changwon |
| Tháng                                    | 1                            | 2                            | 3                            | 4                            | 5                            | 6                            | 7                            | 8                            | 9                            | 10                           | 11                           | 12                           | Năm                          |
| ---------------------------------------- | ---------------------------- | ---------------------------- | ---------------------------- | ---------------------------- | ---------------------------- | ---------------------------- | ---------------------------- | ---------------------------- | ---------------------------- | ---------------------------- | ---------------------------- | ---------------------------- | ---------------------------- |
| Cao kỉ lục °C (°F)                       | 17.9 (64.2)                  | 20.0 (68.0)                  | 23.9 (75.0)                  | 30.0 (86.0)                  | 33.6 (92.5)                  | 33.2 (91.8)                  | 39.0 (102.2)                 | 37.1 (98.8)                  | 35.4 (95.7)                  | 29.8 (85.6)                  | 24.8 (76.6)                  | 20.9 (69.6)                  | 39.0 (102.2)                 |
| Trung bình ngày tối đa °C (°F)           | 7.3 (45.1)                   | 9.6 (49.3)                   | 13.6 (56.5)                  | 19.3 (66.7)                  | 23.2 (73.8)                  | 25.9 (78.6)                  | 28.8 (83.8)                  | 30.2 (86.4)                  | 27.0 (80.6)                  | 22.3 (72.1)                  | 15.9 (60.6)                  | 10.3 (50.5)                  | 19.4 (66.9)                  |
| Trung bình ngày °C (°F)                  | 2.8 (37.0)                   | 4.7 (40.5)                   | 8.7 (47.7)                   | 14.1 (57.4)                  | 18.4 (65.1)                  | 21.7 (71.1)                  | 25.2 (77.4)                  | 26.5 (79.7)                  | 22.8 (73.0)                  | 17.4 (63.3)                  | 11.0 (51.8)                  | 5.4 (41.7)                   | 14.9 (58.8)                  |
| Tối thiểu trung bình ngày °C (°F)        | −1.0 (30.2)                  | 0.5 (32.9)                   | 4.5 (40.1)                   | 9.7 (49.5)                   | 14.3 (57.7)                  | 18.5 (65.3)                  | 22.7 (72.9)                  | 23.6 (74.5)                  | 19.4 (66.9)                  | 13.2 (55.8)                  | 6.8 (44.2)                   | 1.3 (34.3)                   | 11.1 (52.0)                  |
| Thấp kỉ lục °C (°F)                      | −13.1 (8.4)                  | −11.3 (11.7)                 | −5.8 (21.6)                  | 0.0 (32.0)                   | 6.9 (44.4)                   | 10.9 (51.6)                  | 15.9 (60.6)                  | 17.9 (64.2)                  | 10.9 (51.6)                  | 2.7 (36.9)                   | −3.2 (26.2)                  | −10.1 (13.8)                 | −13.1 (8.4)                  |
| Lượng Giáng thủy trung bình mm (inches)  | 36.9 (1.45)                  | 45.3 (1.78)                  | 74.3 (2.93)                  | 129.9 (5.11)                 | 142.2 (5.60)                 | 232.3 (9.15)                 | 293.8 (11.57)                | 299.0 (11.77)                | 167.3 (6.59)                 | 50.2 (1.98)                  | 52.2 (2.06)                  | 22.0 (0.87)                  | 1.545,4 (60.84)              |
| Số ngày giáng thủy trung bình (≥ 0.1 mm) | 5.1                          | 4.6                          | 7.4                          | 8.0                          | 9.3                          | 10.4                         | 13.9                         | 12.2                         | 8.5                          | 4.2                          | 5.1                          | 3.5                          | 92.2                         |
| Số ngày tuyết rơi trung bình             | 2.5                          | 1.7                          | 0.6                          | 0.0                          | 0.0                          | 0.0                          | 0.0                          | 0.0                          | 0.0                          | 0.0                          | 0.2                          | 1.1                          | 6.0                          |
| Độ ẩm tương đối trung bình (%)           | 50.8                         | 51.8                         | 56.8                         | 60.9                         | 67.7                         | 75.5                         | 80.2                         | 76.5                         | 70.7                         | 62.3                         | 58.3                         | 53.4                         | 63.8                         |
| Số giờ nắng trung bình tháng             | 179.7                        | 183.6                        | 190.5                        | 209.2                        | 205.5                        | 160.4                        | 136.9                        | 159.4                        | 158.0                        | 205.5                        | 179.6                        | 176.7                        | 2.145                        |
| Phần trăm nắng có thể                    | 57.5                         | 59.6                         | 51.4                         | 53.3                         | 47.3                         | 36.9                         | 30.9                         | 38.2                         | 42.4                         | 58.6                         | 57.9                         | 57.9                         | 48.2                         |
| Nguồn:                                   |                              |                              |                              |                              |                              |                              |                              |                              |                              |                              |                              |                              |                              |